# Rádiový přijímač

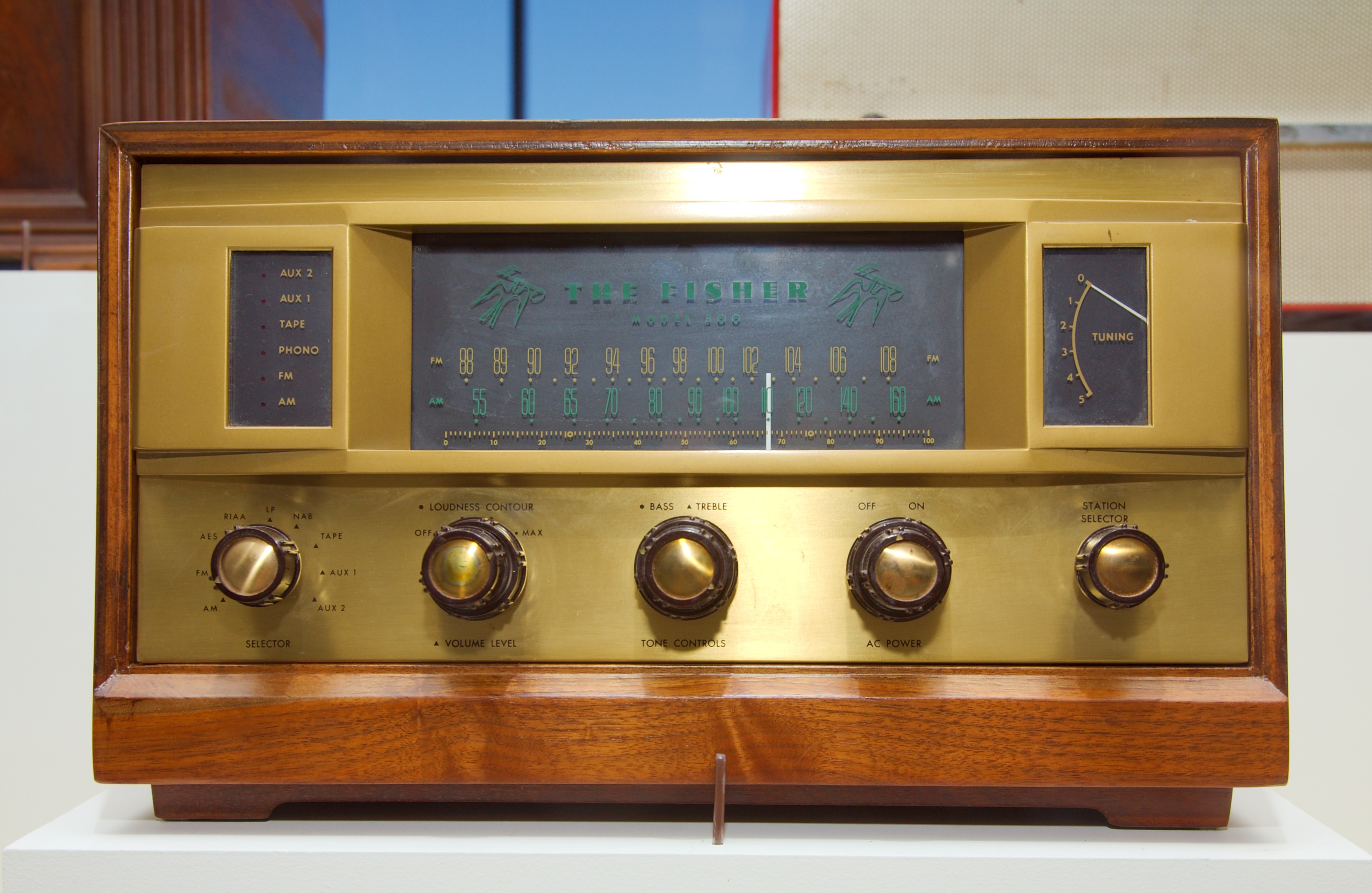
Rádiový přijímač Fisher 500 AM/FM hi-fi z roku 1959 (na výstavě v San Franciscu).

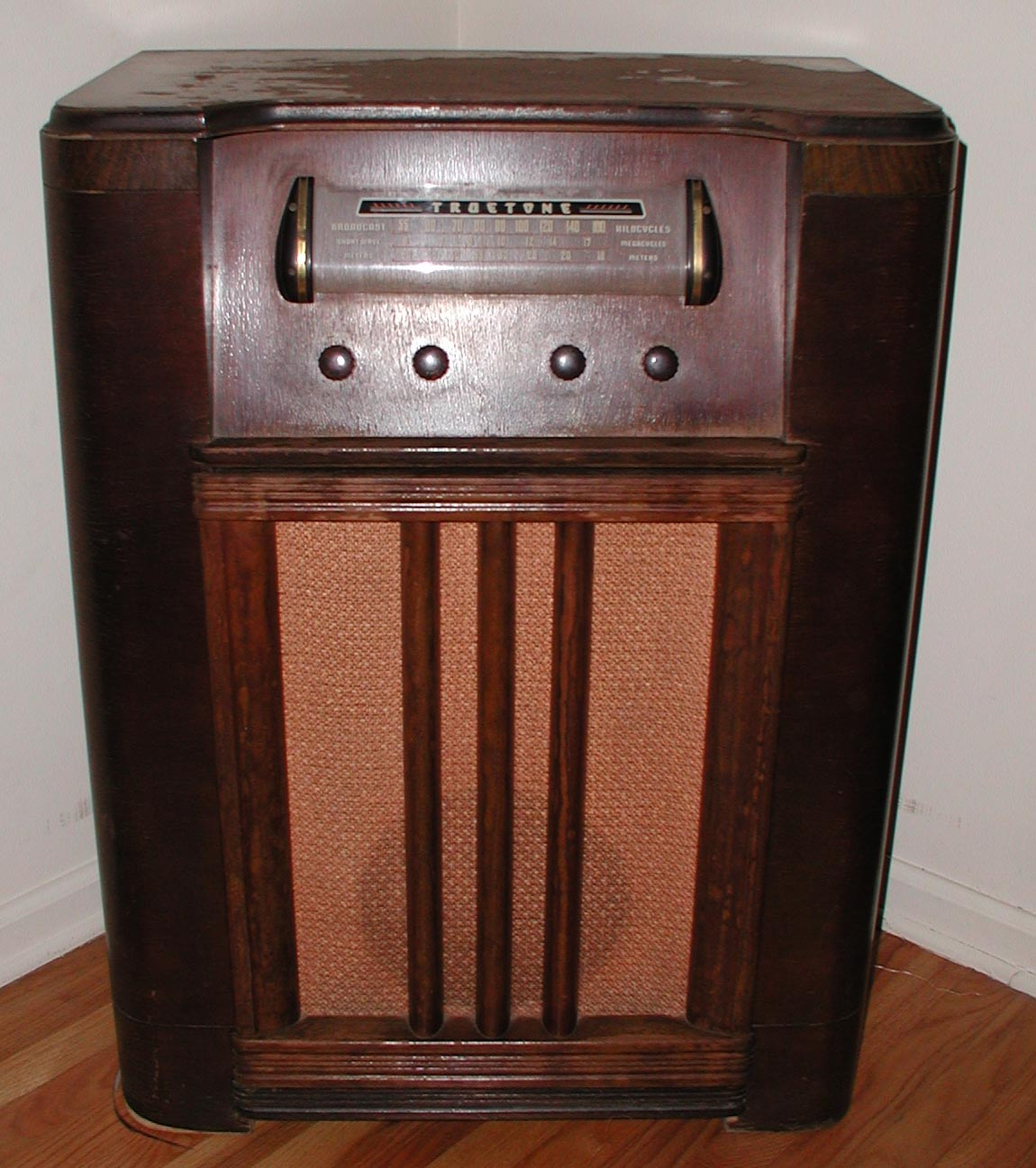
Historický rozhlasový přijímač z roku 1940

Rádiový přijímač je elektronické zařízení, které je schopné zachycovat rádiové vlny vestavěnou nebo vnější anténou a využívat informace v přenášeném signálu.
Typickým příkladem rádiového přijímače je rozhlasový přijímač, rádiový přijímač je však také součástí televizorů, GPS navigací, rádiem řízených modelů, některých elektronických hodina a budíků a dalších zařízení; mobilní telefony, bezšňůrové telefony, zařízení Wi-Fi, Bluetooth, občanské (CB) a radioamatérské stanice stejně jako radary, retranslační stanice mikrovlnných spojů, zařízení pro komunikaci s družicemi a sondami obsahují jak rádiový přijímač tak rádiový vysílač.